# Poveste de Crăciun
Poveste de Crăciun (finlandeză: Joulutarina) este un film finlandez de Crăciun din 2007 regizat de Juha Wuolijoki, cu Hannu-Pekka Björkman și Kari Väänänen în rolurile principale.
Premiera filmului a avut loc la 16 noiembrie 2007 în Finlanda.

## Prezentare
Filmul prezintă povestea unui orfan numit Nikolas care devine Moș Crăciun.

## Povestea
Cu mult timp în urmă, în Laponia, Nikolas primește vestea că părinții săi sunt morți, urmele lor în zăpadă oprindu-se în dreptul unei ape. Sătenii hotărăsc ca în fiecare an câte o familie să aibă grijă de Nikolas, urmând ca de Crăciun să se mute la o altă familie. Viața este foarte grea în ținuturile arctice, iar Nikolas, drept mulțumire pentru găzduire, oferă copiilor din sat jucării din lemn de fiecare Crăciun pe care le lasă noaptea la ușile caselor. Într-un an satul rămâne fără recolte dar și fără pește, astfel încât de sărăcie îl dau pe băiat unui negustor rău, Iisakki, să aibă grijă de el pentru un an. Acesta promite că într-un an o să facă un bărbat din Nikolas și-l pune la muncă grea în atelierul său de prelucrare a lemnului, departe de satul natal. Îi poruncește să îi zică Stăpâne. Noaptea, Nikolas lucrează pe ascuns să facă jucării pentru a le da copiilor sătenilor în noaptea de Crăciun. Iisakki îl prinde dar îl ajută să transporte jucăriile cu sania sa cu reni. Iisakki spune că soția sa a murit mai demult și că Nikolas îi aduce aminte de cei doi băieți ai săi care l-au părăsit, de aceea s-a purtat așa rău cu el. El îi zice lui Nikolas ca de acum înainte să-i zică pe nume și că va avea grijă de el mereu. După ce Nikolas devine adult, cei doi fii ai lui Iisakki se întorc și-l iau cu ei în ținuturi mai călduroase, nu înainte ca Iisakki să-i dea lui Nikolas o cheie de la cufărul său plin de bijuterii. Cu această comoară, tot restul vieții sale Nikolas va face jucării nu numai pentru copii din satul său natal dar și pentru cei din alte sate. Observând că renii sunt îndărătnici și-l ascultă doar dacă este îmbrăcat în roșu se echipează în ceea ce va deveni costumul moșului. Într-un an, fiind deja bătrân, dispare pentru ca anul viitor să apară de Crăciun cu o sanie de reni care zboară și cu care duce copiilor cadouri. Și așa legenda începe...

## Distribuția
- Hannu-Pekka Björkman - Nikolas
- Otto Gustavsson - Tânărul Nikolas
- Kari Väänänen - Iisakki
- Minna Haapkylä - Kristiina
- Mikko Leppilampi - Hannus
- Mikko Kouki - Eemeli
- Laura Birn - Aada
- Antti Tuisku - Mikko
- Matti Ristinen - Einari
- Ville Virtanen - Henrik
- Matti Rasilainen - Hermanni

## Producția
Filmările au avut loc la Levi, Kittilä (Finlanda).

## Vezi și
- Listă de filme de Crăciun